# 루시아노 로드리게스
루시아노 로드리게스(스페인어: Luciano Rodríguez Rosales, 2003년 7월 16일~)는 우루과이의 축구 선수이다. 우루과이 축구 국가대표팀과 리버풀 몬테비데오에서 공격수로 활동하고 있다.

## 구단 경력
2021년 1월 17일, 프로그레소 프로 데뷔를 했다.
2022년 12월 27일, 리버풀 몬테비데오에 입단했다.

## 국가대표팀 경력
여러 우루과이 연령별 대표팀에 소집된 그는 2023년 1월, 2023년 CONMEBOL U-20 축구 선수권 대회을 우루과이 선수단에 이름을  올렸다. 이후 2023년 FIFA U-20 월드컵에서 우루과이 대표팀 일원으로 참가해 이탈리아 와의 결승전에서 결승골을 넣었으며 우루과이의 대회 우승을 이끌었다.
2023년 6월, 로드리게스는 니카라과와 쿠바와의 친선경기를 위해 A대표팀에 처음으로 차출되었다. 2024년 3월 23일, 바스크와의 경기에서 A대표팀 데뷔전을 치렀다.

## 개인사
쌍둥이 형제인 에밀리아노 로드리게스도 프로 축구 선수로 활동 중이다.